# زلزال بيليتشي 1968
زلزال بيليتشي 1968 هو زلزالٌ وقعَ في صقلية في إيطاليا بتاريخ 14 يناير 1968.